# Aníbal Gloodtdofsky
Aníbal Gloodtdofsky (Montevideo, 27 de septiembre de 1960) 
Técnico Agropecuario y Rematador Público.
Casado. Tres hijas.
Nació en el seno de una familia militar e inició su actividad política en el Partido Colorado, Batllismo. Fue electo Convencional Nacional en las elecciones internas, celebradas durante la dictadura en 1982, por el sector Libertad y Cambio (85) liderado por Enrique Tarigo. 
Comienza a colaborar con artículos publicados en el semanario Opinar.
En las elecciones nacionales celebradas en 1984 es electo edil de la Junta Departamental de Montevideo. En 1989 la preside e inaugura el edificio sede de la institución.
Publica artículos en el diario El Día. 
Fue gerente de la Asociación Comercial del Uruguay, entidad que nuclea a los principales centros comerciales de Montevido, donde desarrolló una intensa actividad gremial.
Desde Berlín, Alemania, escribe para el vespertino Últimas Noticias sobre la histórica reunificación alemana.
Dirige y produce las publicaciones El Ciudadano (política y cultura) e IVA Incluido (gremial).
En las elecciones municipales del año 2000 figura como candidato suplente de Oscar Magurno a la Intendencia de Montevideo.
En 2005 es nuevamente electo edil por Batllismo Abierto (Lista 5) del Partido Colorado que impulsaba al Dr. Pedro Bordaberry a la Intendencia capitalina.
Cinco años después ingresa a la Cámara de Representantes como diputado electo por Montevideo y ocupará una de las vicepresidencias del cuerpo en el año 2012. 
Presenta diversos proyectos de ley. Entre otros: Abolición de la tracción a sangre en centros urbanos, Delito de enriquecimiento ilícito (tipificación), Registro Nacional de jóvenes infractores (creación), Aves nativas (captura, tenencia y comercialización).
En el año 2015 se aparta de la agrupación Vamos Uruguay, liderada por Pedro Bordaberry, por discrepancias con los acuerdos electorales en Montevideo entre el Partido Colorado y el Partido Nacional. Apoya la candidatura de Daniel Martínez (Frente Amplio) a la Intendencia de Montevideo.  
Es designado asesor honorario del intendente Daniel Martínez.
Participa activamente en las convenciones partidarias coloradas reivindicando su condición batllista y contrario a los acuerdos electorales con el Partido Nacional.
Viaja a Amán, Jordania, donde reside durante un año.
En 2021, retorna al país, convocado por el intendente de Canelones, Yamandú Orsi, para ocupar la Dirección de Comercio de la Intendencia de Canelones.
El 13 de mayo de 2025 ingresa al Senado de la República y presta la promesa de rigor para ocupar la banca como senador por el MPP/FA.
En 1979 obtuvo mención en el concurso "Cuentos para leer en Alta Voz" convocado por Radio Carve.
Dos producciones audiovisuales con su guion y dirección, presentadas por Uruguay, resultaron galardonadas en el Festival Internacional de Cine de Mar del Plata: "Misiones de Paz" (mención especial) y "Ejército Nacional" (mención). La segunda pieza fue emitida por Canal 5.
En 2023 publica su primera novela: La biblia del Neandertal.

## Biografía
Inicia su militancia hacia el final de la dictadura cívico-militar, integrando la agrupación "Libertad y Cambio", Lista 85, junto a Enrique Tarigo, Luis Hierro López y Ope Pasquet. Fue elegido convencional en 1982. En las elecciones de 1984 es electo edil en la Junta Departamental de Montevideo.
Varios años después se integra en la agrupación Batllismo Abierto, posteriormente en Vamos Uruguay. En las elecciones de 2009 es electo Representante por el Departamento de Montevideo. En el siguiente periodo es nuevamente electo edil. Tiempo después se aparta de Pedro Bordaberry y se acerca al frenteamplista Daniel Martínez Villamil, a quien asesora en su rol de Intendente de Montevideo.
Anuncia su postulación como precandidato presidencial para las internas de junio de 2019, pero posteriormente declina su postulación para adherir a Julio María Sanguinetti.
De cara al balotaje de noviembre de 2019, apoya a Daniel Martínez del Frente Amplio.